# Мегді Хамама
Мегді Хамама (7 травня 1985) — алжирський плавець.
Учасник Олімпійських Ігор 2008 року.